# Eduard Schneider
Eduard Schneider (n. 10 mai, 1944, Timișoara) este un poet, scriitor de limba germană și editor din Germania, originar din Banat, România care a folosit și pseudonimele Edgar Schnitsler, Johann Esperschidt.
Schneider a absolvit în anul 1962 Liceul Lenau.
A studiat germanistica și limbile romanice la Timișoara (1962–1967) cu lucrarea de diplomă intitulată Der Ausdruck der Gedanken und Gefühle des sozialistischen Menschen in der Lyrik Oskar Pastiors. Christian Maurers und Astrid Connerths (Exprimarea gândurilor și sentimentelor omului socialist în lirica lui Oskar Pastior, Christian Maurer și Astrid Connerth).
În 1969 a devenit redactor la secțiunea de cultură a revistei Neue Banater Zeitung iar în 1979 șef al foiletonului acesteia.
În colaborare cu Nikolaus Berwanger și Horst Samson, Eduard Schneider a editat Pflastersteine. Jahrbuch des Literaturkreises Adam Müller- Guttenbrunn, Comitetul pentru cultură din Timișoara, 1982.
Eduard Schneider a scris prefața la volumul Gedichte (Versuri) de Nikolaus Berwanger, București, Editura Albatros, 1984.
A emigrat în Republica Federală Germania în 1989.
Din 1992 a fost colaborator științific al Institutului pentru cultură și istorie germană din Europa de sud-est (Institut für deutsche Kultur und Geschichte Südosteuropas) al LMU München.
Din 2006 este redactor la periodicul „Spiegelungen“, editat de același institut.

## Scrieri publicate
în România:
- Dass am Abend der Himmel so rot war (volum de versuri, ilustrații de Paula Köttinger), Editura Facla, Timișoara, 1982

în Germania:
- Begleitbuch zur Nikolaus-Lenau-Ausstellung Ich bin ein unstäter Mensch auf Erden (în colaborare cu Stefan Sienerth), 1993, ISBN 3-88356-092-8
- Literatur in der „Temesvarer Zeitung“ 1918–1949 („Dokumentation“), IKGS Verlag, München, 2003; ISBN 3-9808883-0-4